# Espineta senzilla
L'espineta senzilla (Gerygone inornata) és un ocell de la família dels acantízids (Acanthizidae).

## Hàbitat i distribució
Habita manglars de les terres baixes de les Illes Petites de la Sonda de Sawu, Roti, Timor i Wetar.